# Amata nesothetis
Amata nesothetis là một loài bướm đêm thuộc phân họ Arctiinae, họ Erebidae.